# Пілот (Цілком таємно)
«Пілот» — пілотний епізод американського науково-фантастичного серіалу «Секретні матеріали». Вперше був показаний на телеканалі Фокс 10 вересня 1993 року. Сценарій до нього написав Кріс Картер, а режисером був Роберт Мандел. Ця серія задасть міфологію та сюжетну лінію всього серіалу. Ця серія отримала рейтинг Нільсена в 7,9 бала і її подивилось 12 млн глядачів. Серія, схвально сприйнята глядачами і критиками, привела до створення цілого культу серіалу, який згодом став дуже популярним.
Серія представила глядачу двох агентів ФБР Фокса Малдера (роль виконав Девід Духовни) та Дейну Скаллі (роль виконала Джилліан Андерсон), які розслідують паранормальні випадки, що називають «файли X». Також у ній був представлений персонаж, якого називають «Курець», і який стане головним антагоністом серіалу. Він з'являтиметься в усіх сезонах, окрім восьмого. У цій серії агенти Малдер та Скаллі вирушать на перше спільне розслідування — розслідування серії смертей, які, як вважає Малдер, є експериментами інопланетян.
Ідея серіалу виникла в кріса Картера під впливом серіалу «Kolchak: The Night Stalker». Створюючи персонажів Малдера та Скаллі, він вирішив піти проти усталених стереотипів та зробив чоловіка віруючим, а жінку скептиком, попри те, що в серіалах зазвичай саме чоловіки булим скептиками. Знімальний період пілотної серії зайняв 14 днів у березні 1993 року та мав бюджет в 2 млн доларів. Сцени знімали в Ванкувері та його околицях. Ванкувер залишатиметься основним місцем зйомки наступні п'ять років, після чого шостий сезон почнуть знімати вже в Лос-Анджелесі на прохання Девіда Духовни.

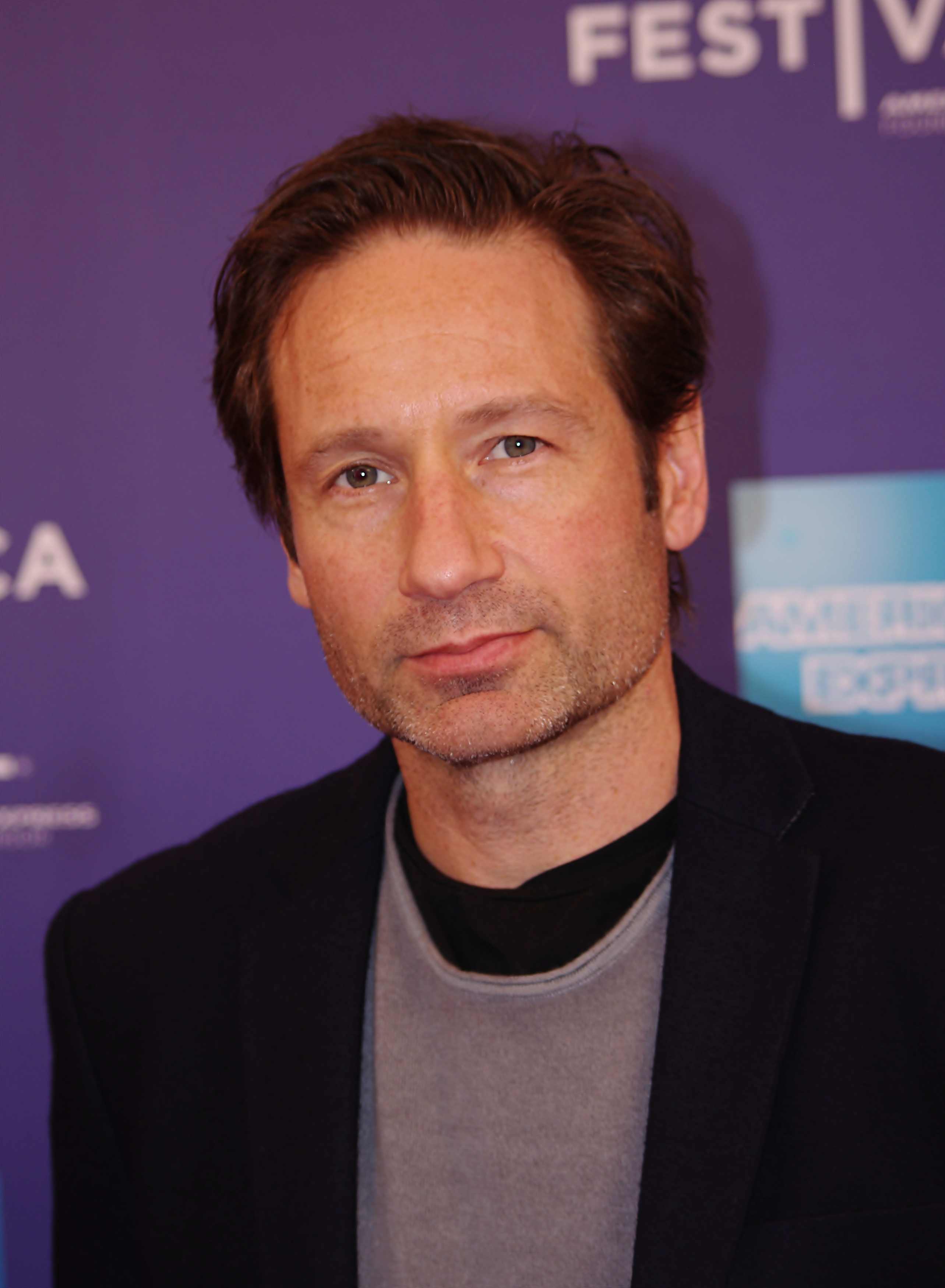

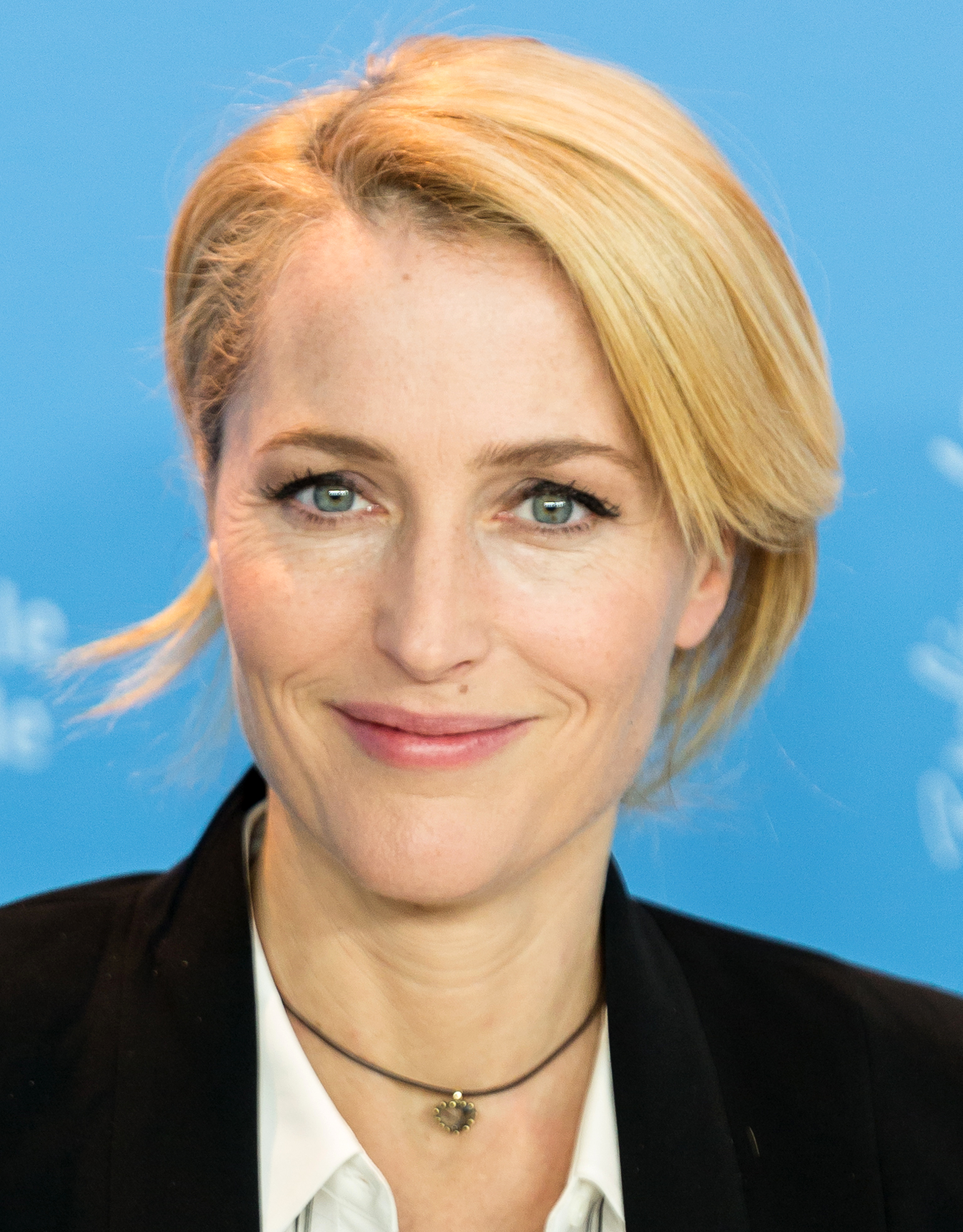

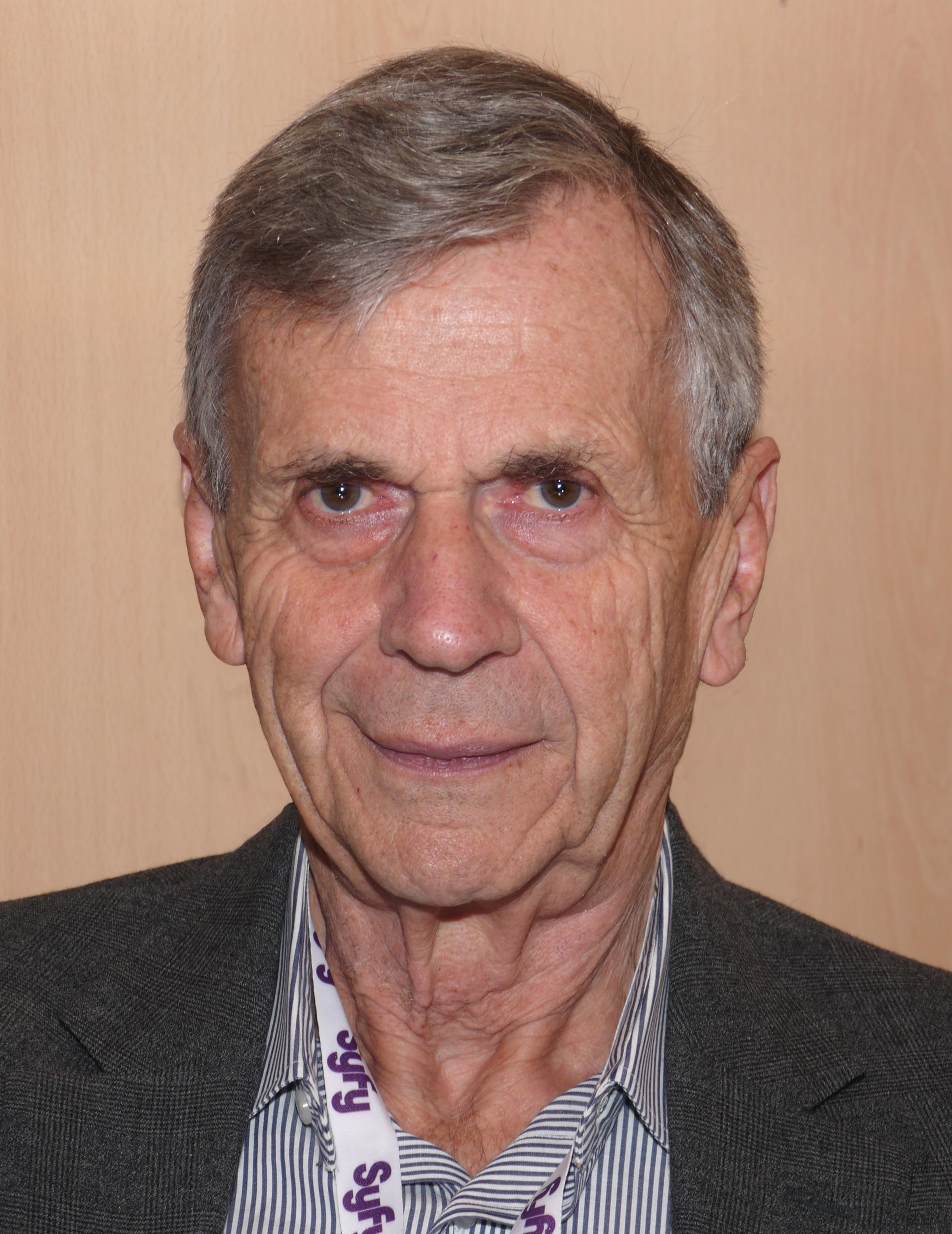

## Сюжет
У місті Бельфльор, Орегон (Бельфльор є одним з небагатьох вигаданих міст у серіалі) підліток Карен Свенсон втікає від чогось через ліс. Через деякий час темна фігура наздоганяє її і світло забирає її. Через деякий час її тіло знаходять місцеві детективи. На її тілі дві дивні маленькі плями.
Пізніше у Вашингтоні спеціальний агент ФБР Дейна Скаллі запрошена на бесіду з головою відділу Скоттом Блевінсом та анонімним урядовим агентом — Курцем. Скаллі направляють працювати разом зі спеціальним агентом Фоксом Малдером над «файлами X», пов'язаними з паранормальними явищами. Блевінс направив туди Скаллі з прихованою метою дискредитувати роботу Малдера за допомогою наукового підходу Скаллі, хоча Блевінс не каже цього прямо і коли Скаллі питає його про це, він ухиляється від відповіді. Скаллі знайомиться з її новим напарником, який пояснює їй суть справи і показує фотографії з місця злочину. Малдер розповідає їй, що померла Карен Свенсон є вже четвертою зі свого шкільного класу, хто помирає за дивних обставин. Також Малдер каже про невідому речовину, знайдену в тілі загиблої, та про схожість із попередніми випадками. Малдер вважає, що смерть Свенсон пов'язана з діяльністю інопланетян. Однак скептично налаштована Скаллі виказує свою незгоду з теорією Малдера.
Агенти летять в Орегон. Коли вони пролітають над Бельфльором, літак потрапляє в незрозумілу турбулентність. Далі вони їдуть у Бельфльор на машині, і по дорозі радіо починає працювати з сильними спотвореннями. Малдер зупиняється та малює фарбою хрест на тому місці, де почалися радіоперешкоди. Після приїзду в місто, Малдер починає ексгумацію тіла Рея Соамса — третьої жертви. Патологоанатом доктор Джей Неманн категорично проти ексгумації. Коли відкривають труну Соамса, всередині лежить тіло, яке, за словами Скаллі, є тілом орангутана. При розтині Скаллі знаходить в носовій порожнині в тілі металічний імплантат. Агенти відвідують психіатричну клініку, в якій Соамс проходив лікування, і бачать там ще двох колишніх однокласників Соамса — Біллі Майлза, який перебуває в комі, та Пеггі О'Делл, яка є інвалідом на візку. Вже поза госпіталем Малдер каже Скаллі, що вважає їх двох жертвами викрадень інопланетянами.
Тієї ж ночі агенти досліджують ліс, у якому знайшли тіло. Скаллі знаходить дивну золу на землі, яка наводить її на думку про культову діяльність. Однак підходить місцевий детектив та змушує агентів піти. Коли вони їдуть назад у готель, по дорозі відбувається дуже яскравий спалах і машина глохне, але Малдер встигає перед тим подивитись на годинник і на ньому було 9:03. За кілька секунд Малдер знов подивився на годинник і на ньому було вже 9:12. Малдер вважає, що вони «втратили час», так само, як про це розповідають жертви викрадень прибульцями.
У готелі Малдер розповідає Скаллі, що його сестра Саманта була викрадена прибульцями, коли йому було дванадцять років. Через це він і почав займатися файлами X. Але їхню розмову перериває телефонний дзвінок. Анонім повідомляє, що Пеггі О'Делл була збита вантажівкою, коли перебігала дорогу. Коли агенти прибувають на місце події, вони бачать тіло Пеггі й не бачать жодного інвалідного візка. Вони повертаються в готель, але їхні кімнати горять. Усі зібрані ними докази знищенні. З ними зв'язується дочка патологоанатома Немана Тереза і просить допомоги, вона розповідає, що декілька разів вона прокидалася посеред лісу, після чого її звідти забирали її батько та детектив Майлз.
Агенти приїздять на кладовище, щоб ексгумувати тіла інших жертв, але всі могили вже розкопані й труни відсутні. Малдер розуміє, що саме Біллі Майзл приносив жертви в ліс. Агенти їдуть до лісу, де знов зустрічають детектива Майлза. Вони чують крик та біжать на цей крик. Вони знаходять Біллі Майлза, який тримає на руках Терезу. Відбувається яскравий спалах, але і Біллі, і Тереза залишаються неушкодженими. Біллі отямлюється, він тепер може ходити, але не пам'ятає нічого до цього моменту.
Через декілька місяців Біллі Майлз під гіпнозом розповідає, як він та його однокласники були викрадені інопланетянами в лісі, коли вони святкували випускний. Біллі стверджував, що інопланетяни робили над ними тести, і вбивали тих, з ким тести не вдались. Скаллі передає Блевінсу єдиний вцілілий доказ — залізний імплантат, який вона дістала з тіла Рея Соамса. Згодом Малдер каже їй, що файли про цю справу зникли. Тим часом Курець поміщає імплантат до камери зберігання доказів у Пентагоні.

## Створення

### Передісторія
Ідея серіалу виникла в Кріса Картера під впливом серіалу «Kolchak: The Night Stalker». Це наштовхнуло його на ідею про двох агентів, які розслідують паранормальні явища. Створюючи персонажів Малдера та Скаллі, він вирішив піти проти усталених стереотипів та зробив чоловіка віруючим, а жінку скептиком, попри те, що в серіалах зазвичай саме чоловіки булим скептиками.
Проводячи кастинг на ролі в серіалі, Кріс Картер мав складнощі з пошуком акторки на роль Скаллі. Врешті він вибрав Джилліан Андерсон на цю роль, але телекомпанія хотіла замінити її. Картер вважав, що це через те, що «вона не мала очевидних якостей, з якими в керівництва телекомпанії асоціюються популярні шоу». Картер відреагував на Джилліан Андерсон в цілому позитивно, кажучи, що вона «прийшла та виконала роль з серйозністю та інтенсивністю, яка притаманна персонажу Скаллі». Девіда Духовни телекомпанія одразу гарно сприйняла.

### Зйомки
Знімальний період пілотної серії зайняв 14 днів у березні 1993 року та мав бюджет в 2 млн доларів. Сцени знімали в Ванкувері та його околицях. Ванкувер залишатиметься основним місцем зйомки наступні п'ять років, після чого шостий сезон почнуть знімати вже в Лос-Анджелесі на прохання Девіда Духовни.
Сцени міського кладовища були зняті в Парку королеви Єлизавети, який згодом з'явиться ще в четвертому сезоні в серії «Каддіш». Зйомки внутрішнього інтер'єру психіатричної лікарні знімали в госпіталі Ріверв'ю в Коквітламі. Сцена гіпнозу Біллі Майлза була знята в приміщені, що належало канадській телекомпанії «Knowledge». Сцени штаб-квартири ФБР були зняті у відділі новин телекомпанії Сі-Бі-Сі. Сцени з Курцем потребували спеціального дозволу, щоб актору Вільяму Дейвісу дозволили курити в публічному місці. Сцени лісу були зняті в Лінн-Веллі.
Джилліан Андерсон була невдоволена сценою, в якій Скаллі заходить до кімнати Малдера в спідній білизні і просить оглянути підозрілі плями на спині, які виявилися лише укусами комах. Акторка сказала, що в цьому не було потреби, і ці укуси могли бути десь на плечі. Кріс Картер пояснив, що ця сцена мала підкреслити гарні стосунки між головними героями.

### Видалені сцени
У початковому сценарії візит Скаллі до Блевінса був більш детальним. Першою сценою зі Скаллі мала бути сцена, де вона викладає фізіологію вбивства в Академії ФБР в Квантіко. Агент заходить в аудиторію та передає Скаллі записку, в якій написано: «Ви маєте прибути в Вашингтон о 16 годині». Ця сцена була відзнята, але так і не потрапила до фінальної версії. Також сцена із прибуттям в штаб-квартиру ФБР мала бути довшою. Скаллі мала показати значок охоронцю на вході, а він мав сказати, що її чекає голова відділу Блевінс і як знайти його кабінет.
Дві інші сцени також не потрапили в фінальну версію. В обох був присутній бойфренд Скаллі Етан Мінетт. У першій Скаллі зустрічається з Мінеттом і скасовує спільні плани відпочинку через те, що Скаллі призначили розслідувати справу в Бельфльорі. У другій сцені Скаллі лежить у ліжку поруч з Мінеттом, коли їй дзвонить Малдер. Бойфренд був доданий до серії керівництвом телекомпанії Фокс, але Картер вважав його зайвим і вважав стосунки між Скаллі і Малдером більш цікавими, ніж між Скаллі і її бойфрендом.

## Реакція на серію
Серія була показана на телеканалі Фокс 10 вересня 1993 року. Ця серія отримала рейтинг Нільсена в 7,9 бала, що означає: серію подивилися на приблизно 7,9 % телевізорів у США. Серію подивилось 7,4 млн родин або 12 млн глядачів.
Серію схвально сприйняли глядачі й критики, виник культ серіалу, який згодом став дуже популярним. Продюсер і письменник Глен Морган сказав, що «це поєднання Мовчання ягнят та контактів третього ступеню є вражаючим». Також він сказав, що це єдиний страшний серіал на телебаченні. Письменник Говард Гордон сказав, що «пілотна серія задала тон серіалу дуже успішно». Також він зазначив, що, мабуть, було непросто вмістити сюжет і персонажів серіалу в 48-хвилинній серії. Після того, як серія була показана голові телекомпанії Руперту Мердоку та іншим керівникам телекомпанії, вони зустріли її оплесками. Журнал Variety критикував те, що серія використала «перероблені поняття», але загалом схвально сприйняв серію і відзначив неабиякий потенціал серіалу.

## Знімались
| Актор             | Роль           |
| ----------------- | -------------- |
| Девід Духовни     | Фокс Малдер    |
| Джилліан Андерсон | Дейна Скаллі   |
| Чарльз Чіоффі     | Скотт Блевінс  |
| Кліфф Де Янг      | Джей Немман    |
| Леон Рассом       | Детектив Майлз |
| Закарі Енслі      | Біллі Майлз    |
| Кен Камру-Тейлор  | Третій чоловік |
| Вільям Брюс Девіс | Курець         |